# Żółwin (powiat strzelecko-drezdenecki)
Żółwin – wieś w Polsce położona w województwie lubuskim, w powiecie strzelecko-drezdeneckim, w gminie Zwierzyn.
W latach 1975–1998 miejscowość należała administracyjnie do województwa gorzowskiego.
Na terenie wsi znajduje się jednostka Ochotniczej Straży Pożarnej, posiadająca strażnicę i samochód.

## Zabytki
Do wojewódzkiego rejestru zabytków wpisany jest kościół ewangelicki, obecnie rzymskokatolicki filialny pw. św. Andrzeja Boboli, z 1898 roku.